# NGC 5678
NGC 5678 é uma galáxia espiral barrada (SBb) localizada na direcção da constelação de Draco. Possui uma declinação de +57° 55' 23" e uma ascensão recta de 14 horas, 32 minutos e 05,5 segundos.
A galáxia NGC 5678 foi descoberta em 17 de Abril de 1789 por William Herschel.